# 牛頓鎮區 (伊利諾伊州懷特塞德縣)
牛頓鎮區（英語：Newton Township）是位於美國伊利諾伊州懷特塞德縣的一個行政鎮區。

## 地方資料
根據2010年美國人口普查的數據，牛頓鎮區的面積為93.10平方千米，當中陸地面積為93.10平方千米，而水域面積為0.00平方千米。當地共有人口436人，而人口密度為每平方千米4.68人。